# Argiolaus paneperata
Argiolaus paneperata är en fjärilsart som beskrevs av Druce 1890. Argiolaus paneperata ingår i släktet Argiolaus och familjen juvelvingar. Inga underarter finns listade i Catalogue of Life.